# Solución PNG
El Acuerdo Regional de Reasentamiento entre Australia y Papúa Nueva Guinea, coloquialmente conocido como la solución PNG, es el nombre dado a una política del gobierno australiano según la cual a los solicitantes de asilo que lleguen a Australia en barco sin visa se les negará el asentamiento en Australia, siendo reubicados en Papúa Nueva Guinea si se descubre que son refugiados legítimos. La política incluye una expansión significativa del centro de detención de inmigrantes de Australia en la isla Manus, donde se enviará a los refugiados para que sean procesados antes del reasentamiento en Papúa Nueva Guinea, y si se determina que su estatuto de refugiado no es genuino, serán repatriados, enviados a un tercer país que no sea Australia o detenidos indefinidamente.
La política fue anunciada el 19 de julio de 2013 por el primer ministro australiano Kevin Rudd y el primer ministro de Papúa Nueva Guinea, Peter O'Neill, con efecto inmediato, en respuesta a un creciente número de llegadas de embarcaciones con solicitantes de asilo. El entonces líder de la oposición Tony Abbott apoyó inicialmente la política, mientras que la líder de los Verdes Christine Milne y varios grupos defensores de los derechos humanos se opusieron a ella, con manifestaciones de protesta en distintas ciudades australianas.